# 사카리아스포르
사카리아스포르(Sakaryaspor)는 터키 사카리아주 아다파자리를 연고지로 한 축구 클럽이다.

## 선수 명단

### 현역
참고: FIFA 자격 규정에 따라 소속된 국가대표팀 국기를 표시합니다. 선수는 복수의 FIFA 비회원국 국적을 가지고 있을 수 있습니다.
| 번호 | 포지션 | 국적 | 이름 |
| ---- | ------ | ---- | ---- |

| 번호 | 포지션 | 국적        | 이름          |
| ---- | ------ | ----------- | ------------- |
| -    | MF     | 콩고 공화국 | 스사나 사이먼 |

## 역대 감독
| 감독        | 임기      |
| ----------- | --------- |
| 셰놀 귀네슈 | 1998~1999 |
| 툰자이 샨르 | 2016~2017 |
| 툰자이 샨르 | 2022      |
| 툰자이 샨르 | 2023~2024 |

틀:사카리아스포르 선수 명단